# Кобадзе
Кобадзе (груз. კობაძე) — село в Грузії.
За даними перепису населення 2014 року в селі проживає 58 осіб.